# Testo unico delle disposizioni in materia di intermediazione finanziaria
Il testo unico delle disposizioni in materia di intermediazione finanziaria, (anche testo unico della finanza, abbreviato TUF) è la principale fonte normativa vigente nella Repubblica Italiana in materia di finanza e di intermediazione finanziaria.
Emanato col decreto legislativo 24 febbraio 1998, n. 58 in forma di testo unico, è entrato in vigore il 1º luglio 1998.

## Storia
Il Parlamento, con la legge comunitaria per il 1994 (legge 6 febbraio 1996 n. 52), agli articoli 8 e 21 delegava il governo ad emanare, entro due anni, un testo unico di coordinamento della normativa in materia di intermediazione finanziaria. A tal fine il Governo nominò una commissione tecnica presieduta dall'allora Direttore generale del Ministero del Tesoro Mario Draghi (per questo il Testo unico sulla finanza è talora ricordato come legge Draghi) che elaborò il progetto poi divenuto legge, elaborando un testo in linea coi principi e la normativa dell'Unione Europea. 

## Struttura
Il testo normativo si articola in sei parti per un totale di duecentosedici articoli:
- PARTE I - Disposizioni comuni (artt. 1-4 terdecies)

- PARTE II - Disciplina degli intermediari

Titolo I - Disposizioni generali e poteri di vigilanza (artt. 5-17)

Titolo II - Servizi e attività di investimento (artt. 18-32 ter 1)

Titolo III - Gestione collettiva del risparmio (artt. 32 quater-50 quinquies)

Titolo IV - Provvedimenti ingiuntivi e crisi (artt. 51-60 ter)

- PARTE III - Disciplina dei mercati

Titolo I - Disposizioni comuni (artt. 61-61 bis)

Titolo I bis - Disciplina delle sedi di negoziazione e internalizzatori sistematici (artt. 62-78)

Titolo I ter - Autorizzazione e vigilanza di apa e arm (artt. 79-79 ter 1)

Titolo II - Disciplina delle controparti centrali (artt. 79 quater-79 novies)

Titolo II bis - Disciplina dei depositari centrali e delle attività di regolamento e di gestione accentrata (artt. 79 decies-90)

Titolo II ter - Accesso alle infrastrutture di post-trading e tra sedi di negoziazione e infrastrutture di post-trading (artt. 90 bis-90 septies)

- PARTE IV - Disciplina degli emittenti

Titolo I - Disposizioni generali (artt. 91-93) 

Titolo II - Appello al pubblico risparmio (artt. 93 bis-112)

Titolo III - Emittenti (artt. 113-165 septies) 

- PARTE V - Sanzioni

Titolo I - Sanzioni penali (artt. 166-179)

Titolo I bis - Abusi di mercato (artt. 180-187 quaterdecies)

Titolo II - Sanzioni amministrative (artt. 187 quindecies-196 bis)

Titolo II bis - Disposizioni comuni

- PARTE VI - Disposizioni transitorie e finali (artt. 197-216)

## Materie disciplinate
Il testo unico disciplina in maniera organica le interazioni tra soggetti che operano sul mercato finanziario, regolando i principali aspetti dell'intermediazione finanziaria.
Sostanzialmente si tratta di un testo unico di coordinamento delle norme vigenti in materia di servizi di investimento nel settore dei valori mobiliari con le norme di recepimento delle direttive EUROSIM (con d.lgs. 23 luglio 1996 n. 415) e di riforma del diritto delle società quotate.

## Contenuto

### Disposizioni comuni
La Parte I sulle Disposizioni comuni contiene le definizioni giuridiche dei vari concetti utilizzati nel testo normativo e regola i rapporti con il diritto comunitario nonché indica la Consob come principale autorità competente in materia.
Sulla scorta di quanto già visto nel Testo Unico Bancario (TUB) del 1993 (in vigore dal 1º gennaio 1994), anche il testo unico finanziario fa una lunga lista di definizioni. L'importanza di queste è da attribuire al fatto che nello specifico della tematica finanziaria-giuridica ogni termine deve essere considerato con l'accezione definita per legge. La materia finanziaria è tuttavia creativa, per cui si possono avere definizioni considerabili alla stregua di macrocategorie, nelle quali far rientrare di volta in volta ciò che il mercato in continua evoluzione, elabora come nuovo strumento.

### Norme in materia di vigilanza
In primo luogo, viene sancita una divisione di compiti tra le due Autorità di vigilanza (Consob e Banca d'Italia) sulla base di differenti finalità. Alla prima è affidato il compito di sorvegliare sulla trasparenza dei mercati e delle negoziazioni e sulla correttezza degli intermediari. Alla seconda, invece, spettano la vigilanza sulla stabilità delle imprese di investimento ed i controlli prudenziali, anche sulle banche.
Infine, spetta alla Banca d'Italia stipulare accordi con le Autorità di vigilanza degli altri Paesi europei ai fini di creare le necessarie collaborazioni per una corretta sorveglianza dei gruppi operanti in più Stati membri dell'Unione europea.

### Gruppo finanziario
Per la prima volta viene regolamentato il cosiddetto gruppo finanziario, ad imitazione del gruppo bancario previsto dal TUB. Ai fini di vigilanza, la Banca d'Italia, sentita la Consob, ha il potere di definire due distinte nozioni di gruppo finanziario:
- La prima rileva per la procedura autorizzativa delle Società di Intermediazione Mobiliare (SIM), allorché sia richiesto che essa appartenga ad un gruppo la cui struttura non sia tale da impedire l'effettivo esercizio della vigilanza.
- La seconda serve, invece, a delimitare i confini della vigilanza consolidata, introdotta, per le imprese di investimento, proprio dal TUF. In particolare, è previsto che la capogruppo sia l'unica interlocutrice dell'Autorità di vigilanza e che sia tenuta a trasmettere le istruzioni da questa ricevute alle società facenti parte del gruppo.

### Società di gestione del risparmio (SGR)
Una delle maggiori innovazioni del TUF è la creazione delle Società di gestione del risparmio (SGR), come intermediari finanziari autorizzati a svolgere il servizio di gestione di patrimoni mobiliari sia su base individuale sia su base collettiva. Nasce così anche in Italia la figura del gestore unico, già presente negli altri Paesi europei.

### Privatizzazioni
Completando l'opera del decreto Eurosim (d. lgs. 23 luglio 1996, n. 415), che aveva privatizzato la Borsa Italiana, il Mercato Italiano dei Futures e il Mercato Telematico dei titoli di Stato, il TUF dà mandato al Ministero del Tesoro di trasformare il sistema di gestione centralizzata dei Titoli di Stato in una struttura privatistica, partecipata dagli operatori finanziari, e prevede la liberalizzazione della partecipazione al capitale della Monte Titoli S.p.A. e la cessione della quota in essa detenuta dalla Banca d'Italia.